# Black Sabbath (brano musicale)
Black Sabbath è una canzone del gruppo musicale heavy metal Black Sabbath. Scritta nel 1969, è contenuta nell'omonimo album di debutto.

## Descrizione
Nei concerti Ozzy Osbourne spesso raccontava la storia di come la band aveva cambiato nome da Earth in Black Sabbath: «Prima che noi fossimo i Black Sabbath ci chiamavamo Earth. Quando Geezer notò che la gente pagava per spaventarsi guardando film dell'orrore, pensò che dovevamo provare a scrivere canzoni che ricreavano quelle atmosfere, quindi cambiammo il nome in Black Sabbath».
La canzone parla del protagonista che vede Satana durante l'Apocalisse. Proprio il protagonista è il suo "prescelto", ed è paralizzato dalla paura. È stata considerata, per i suoi ritmi lenti e oscuri, la prima canzone doom metal.
La canzone è stata ideata in seguito ad un sogno fatto da Geezer Butler raccontato ad Ozzy Osbourne.
Quando il loro nome era ancora Earth, Geezer aveva un appartamento dove le pareti erano dipinte di nero e ai muri vi erano appesi crocifissi al contrario e immagini raffiguranti Satana. Un giorno Ozzy, sapendo di questa sua passione, gli regalò un libro di magia nera. Una sera Butler stava leggendo il grimorio quando si addormentò; al suo risveglio vide una figura nera ai piedi del letto che lo fissava e lui "uscì completamente di senno".
La canzone fa curiosamente parte di una sinistra triade perché si intitola Black Sabbath, è contenuta nell'album Black Sabbath ed è opera della band Black Sabbath (Black Sabbath - Black Sabbath - Black Sabbath).

Inoltre il riff principale del brano, costituito da un tritono Sol-Do diesis, viene chiamato "triade del diavolo" perché la sua qualità dissonante crea un'atmosfera cupa e sinistra nota nella tradizione musicale occidentale come diabolus in musica.

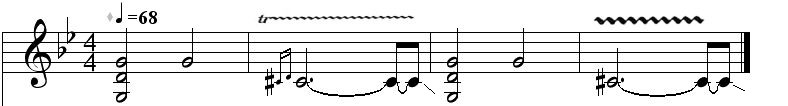
Il riff principale di Black Sabbath